# Hatschekia linearis
Hatschekia linearis är en kräftdjursart som beskrevs av C. B. Wilson 1913. Hatschekia linearis ingår i släktet Hatschekia och familjen Hatschekiidae. Inga underarter finns listade i Catalogue of Life.